# Старий Жабенець (Мазовецьке воєводство)
Старий Жабенець (пол. Stary Żabieniec) — село в Польщі, у гміні Вільґа Ґарволінського повіту Мазовецького воєводства.
Населення — 163 особи (2011).
У 1975-1998 роках село належало до Седлецького воєводства.

## Демографія
Демографічна структура станом на 31 березня 2011 року:
|          | Загалом | Допрацездатний вік | Працездатний вік | Постпрацездатний вік |
| -------- | ------- | ------------------ | ---------------- | -------------------- |
| Чоловіки | 89      | 22                 | 57               | 10                   |
| Жінки    | 74      | 14                 | 39               | 21                   |
| Разом    | 163     | 36                 | 96               | 31                   |